# Sant Gèli (municipi del Gard)
Sant Geli (en occità, i Saint Gilles o Saint-Gilles-du-Gard en francès) és un municipi francès al departament del Gard (regió d'Occitània). L'any 2004 tenia 12.201 habitants.

## Història
El monestir benedictí de Sant Geli fou fundat durant el segle VII per Gil l'Eremita les relíquies del qual posseïa l'abadia. Al voltant del nucli de l'abadia s'hi formà una comuna per ser el primer punt d'aturada per als pelegrins de la via Tolosana del Camí de Sant Jaume que anaven cap a Santiago de Compostel·la, que estava seguint que portava d'Arle a Tolosa i travessava els Pirineus per unir-se a altres rutes.
El portal occidental de l'església de l'abadia és entre el més bonics dels grans portals romànics i un exemple definitiu del romànic provençal. L'església consta de tres naus i una escala de cargol de pedra famosa. Durant les Guerres de Religió els protestants s'enfortien dins de l'abadia, que es feia severament malbé.
El 27 d'octubre de 1156 hi va néixer Ramon VI de Tolosa. El 23 de novembre de la fi del segle xii hi naixia el papa Climent IV. Pere de Castellnou, legat papal, fou assassinat a Sant Geli el 1208.